# Pompeo di Campello (1874)
Pompeo di Campello, Conte di Campello, Patrizio di Spoleto, Nobile di Terni (Roma, 22 dicembre 1874 – Spoleto, 6 ottobre 1927), è stato un militare e politico italiano.

## Biografia
Nipote di Pompeo di Campello, importante uomo politico del periodo risorgimentale, e figlio di Paolo Campello (1829-1917), uomo di lettere che scrisse la Storia della Famiglia intrecciata con vicende sia locali sia nazionali.